# Baissea leontonori
Baissea leontonori là một loài thực vật có hoa trong họ La bố ma. Loài này được Dilst mô tả khoa học đầu tiên năm 1995.